# Pettibone
Pettibone è un centro abitato (city) degli Stati Uniti d'America, situato nella Contea di Kidder, nello Stato del Dakota del Nord. Nel censimento del 2000 la popolazione era di 88 abitanti. La città è stata fondata nel 1910.

## Geografia fisica
Secondo i rilevamenti dell'United States Census Bureau, la località di Pettibone si estende su una superficie di 0,50 km², tutti occupati da terre.

## Popolazione
Secondo il censimento del 2000, a Pettibone vivevano 88 persone, ed erano presenti 24 gruppi familiari. La densità di popolazione era di 193 ab./km². Nel territorio comunale si trovavano 60 unità edificate. Per quanto riguarda la composizione etnica degli abitanti, il 100% era bianco.
Per quanto riguarda la suddivisione della popolazione in fasce d'età, il 21,6% era al di sotto dei 18, l'1,1% fra i 18 e i 24, il 23,9% fra i 25 e i 44, il 28,4% fra i 45 e i 64, mentre infine il 25,0% era al di sopra dei 65 anni di età. L'età media della popolazione era di 48 anni. Per ogni 100 donne residenti vivevano 100,0 maschi.